# Mia Adolphson

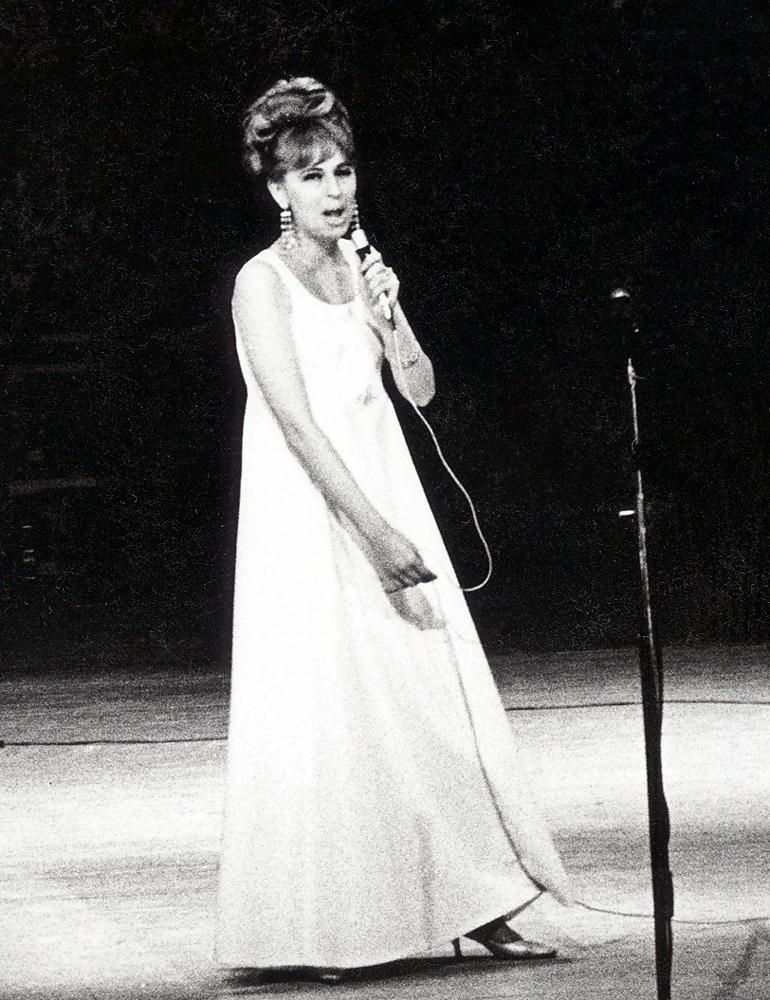
Adolphson som Olga "Lolly" Jönsson vid musikaldebuten på Tibble Teater i Täby 24 mars 1968

Ulla-Britta Maria (Mia) Adolphson, född 27 november 1949 i Norrköping, är en svensk sångerska. Hon är dotter till Elof Adolphson och brorsdotter till Edvin Adolphson.
Adolphson debuterade som musikalartist på Tibble Theater med huvudrollen i Peccoral när hon var 18 och läste sedan musikvetenskap på Stockholms universitet när hon fick erbjudande att spela in en skiva. Hennes första singel "Det var den sommaren" hamnade på Svensktoppen och kort därefter gjorde hon TV-debut. Singeln "Att leva" hade störst framgång. Första LP:n Mia på EMI fick goda recensioner.
Under 1970-talet blev  Adolphson en populär svensk schlagersångerskaoch åren 1970–1971 värdinna för diskoteket Mia på Döbelnsgatan 3 i Stockholm. År 1971 turnerade hon tillsammans med komikern Bernt Dahlbäck; deras samarbete varade i sju år. 
Sedan hon medverkat i kabarén AlexCab 1975 övergav Adolphson sångkarriären i slutet av 1970-talet och började arbeta på Vingresor och deras hotellbolag Sunwing där hon uppfann och utvecklade reseledarkabaréerna som spelades utomlands på populära turistorter. Hon har även arbetat som musiklärare, dramapedagog, produktchef, producent och föreläsare.
År 1992 gjorde hon comeback i musikbranschen då hon blev medlem i showgruppen Tre Damer.

## Diskografi
Album
- Mia (1970)
- Sängknoppar och kvastskaft! (1972)
- I visans fotspår (1981)

Singlar
- "Det var den sommaren" (1969)
- "Att leva" (1969)
- "Kär varje år det blir vår" (1970)
- "Det fanns en tid" (1970)
- "Äventyr" (1970)
- "Border Song" på engelska (av Elton John) och "Nära dej" (Bacharach/Davids "(They long to be) Close to you"; 1971)
- "De' va' den da'n" (1971)
- "En man" (1971)
- "Du är som en teddybjörn" (1972)
- "Hallå-a" (1972)